# 人啊，人！
《人啊，人！》是戴厚英写作的长篇小说，1980年花城出版社首次出版，此后多次再版，销售逾百万册，被翻译为英文、法文、德文、意文等。